# 中华人民共和国行政强制法
《中华人民共和国行政强制法》是一部中华人民共和国法律，该法律于2011年6月30日在第十一届全国人民代表大会常务委员会通过，并于2012年1月1日起施行。

## 立法缘由
《中华人民共和国行政强制法》的第一条是“为了规范行政强制的设定和实施，保障和监督行政机关依法履行职责，维护公共利益和社会秩序，保护公民、法人和其他组织的合法权益，根据宪法，制定本法。”

## 实施
《中华人民共和国行政强制法》的最后一条是“本法自2012年1月1日起施行。”